# Sèrie Radeon 300
La sèrie Radeon 300 és una sèrie de processadors gràfics desenvolupats per AMD. Totes les GPU de la sèrie es produeixen en 28 nm i utilitzeu la microarquitectura Graphics Core Next (GCN).
La sèrie inclou les matrius de GPU de Fiji i Tonga basades en l'arquitectura GCN 3 o "Illes volcàniques" d'AMD, que s'havia introduït originalment amb l'R9 285 (encara que reduït) basat en Tonga una mica abans. Algunes de les targetes de la sèrie inclouen el vaixell insígnia basat en Fiji AMD Radeon R9 Fury X, Radeon R9 Fury reduït i Radeon R9 Nano de format petit, que són les primeres GPU que inclouen la tecnologia de memòria d'ample de banda alta (HBM). que AMD va desenvolupar conjuntament amb SK Hynix. HBM és més ràpid i més eficient que la memòria GDDR5, encara que també és més cara. Tanmateix, la resta de GPU de la sèrie fora de l'R9 380 i l'R9 380X basats en Tonga es basen en GPU de generació anterior amb una gestió d'energia revisada i, per tant, només inclouen memòria GDDR5 (cosa que també fa Tonga). Les targetes de la sèrie Radeon 300, inclosa la R9 390X, es van llançar el 18 de juny de 2015. El dispositiu insígnia, la Radeon R9 Fury X, es va llançar el 24 de juny de 2015, amb la variant de doble GPU, la Radeon Pro Duo, el 26 d'abril de 2016.

## Microarquitectura i conjunt d'instruccions
L'R9 380/X juntament amb la sèrie R9 Fury & Nano van ser les primeres targetes d'AMD (després de l'anterior R9 285) a utilitzar la tercera iteració del seu conjunt d'instruccions GCN i microarquitectura. Les altres targetes de la sèrie inclouen la primera i la segona generació de GCN. La taula següent detalla a quina generació GCN pertany cada xip.

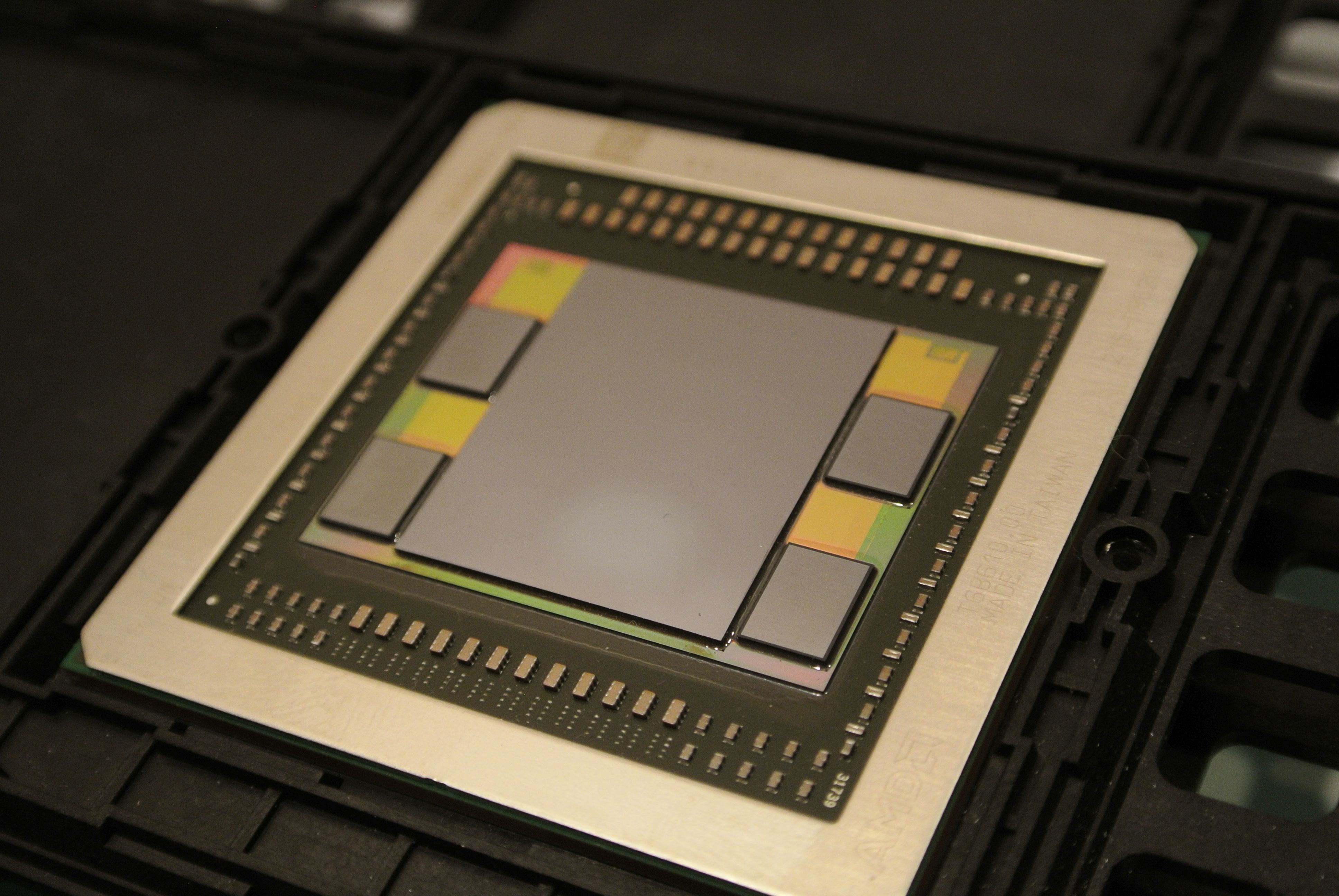
AMD Fiji amb HBM

## ASIC auxiliars
Qualsevol ASIC auxiliar present als xips s'està desenvolupant independentment de l'arquitectura principal i té els seus propis esquemes de noms de versió.

### Suport multi-monitor
Els controladors de pantalla integrada de la marca AMD Eyefinity es van introduir el setembre de 2009 a la sèrie Radeon HD 5000 i des de llavors han estat presents a tots els productes.

### Acceleració de vídeo
El nucli SIP d'AMD per a l'acceleració de vídeo, el descodificador de vídeo unificat i el motor de codificació de vídeo es troben a totes les GPU i són compatibles amb AMD Catalyst i el controlador de gràfics Radeon de codi obert.

### Suport virtual de superresolució
Presentada originalment amb les targetes gràfiques de les sèries R9 285 i R9 290 de la generació anterior, aquesta funció permet als usuaris executar jocs amb una qualitat d'imatge més alta generant fotogrames a una resolució nativa superior. A continuació, cada fotograma es redueix a la resolució nativa. Aquest procés és una alternativa al supermostreig que no és compatible amb tots els jocs. La superresolució virtual és similar a la Superresolució dinàmica, una característica disponible a les targetes gràfiques nVidia de la competència, però intercanvia flexibilitat per augmentar el rendiment.

### OpenCL (API)
OpenCL accelera molts paquets de programari científics contra CPU fins a un factor 10 o 100 i més. Open CL 1.0 a 1.2 són compatibles amb tots els xips amb Terascale i GCN Architecture. OpenCL 2.0 és compatible amb GCN 2a generació i superior. Per a OpenCL 2.1 i 2.2 només calen actualitzacions de controladors amb targetes compatibles amb OpenCL 2.0.

### Vulkan (API)
L'API Vulkan 1.0 és compatible amb totes les targetes d'arquitectura GCN. Vulkan 1.2 requereix GCN 2a generació o superior amb els controladors Adrenalin 20.1 i Linux Mesa 20.0 i posteriors.